# Tempexquistitla
Tempexquistitla är en ort i Mexiko.   Den ligger i kommunen Tancanhuitz och delstaten San Luis Potosí, i den centrala delen av landet, 240 km norr om huvudstaden Mexico City. Tempexquistitla ligger 150 meter över havet och antalet invånare är 270.
Terrängen runt Tempexquistitla är lite kuperad. Runt Tempexquistitla är det ganska tätbefolkat, med 124 invånare per kvadratkilometer. Närmaste större samhälle är Tancanhuitz de Santos, 5,5 km väster om Tempexquistitla. I omgivningarna runt Tempexquistitla växer huvudsakligen savannskog.